# Adam Curtis

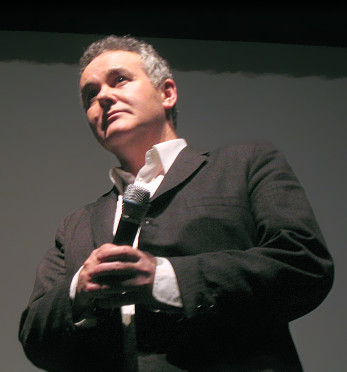
Adam Curtis beim San Francisco International Film Festival 2005

Adam Curtis (* 26. Mai 1955 in Dartford, Kent) ist ein britischer Dokumentarfilmer. Seine Filme, bei denen er zumeist selbst als Sprecher zu hören ist, und die darin aufgestellten Thesen werden vielfach und oftmals auch kontrovers diskutiert.

## Leben
Curtis studierte Humanwissenschaften an der University of Oxford und schloss sein Studium mit einem Bachelor ab. Anschließend begann er eine Promotionsarbeit und war als Dozent der Politikwissenschaft tätig, brach seine Doktorarbeit allerdings ab und wandte sich seiner Fernsehkarriere zu. Er bewarb sich bei der BBC, für die er erste kurze Filmbeiträge drehte, etwa für das Magazin That’s Life!, bevor er sich ersten größeren Dokumentarfilmprojekten widmete. Seine enge Arbeitsbeziehung zu der BBC dauert bis heute an, seine Filme wurden bislang alle von dem Fernsehsender produziert.
Curtis’ Dokumentarfilme und -serien Pandoras Box (1992), The Mayfair Set (2000) und The Power of Nightmares (2004) wurden alle mit einem British Academy Film Award ausgezeichnet. Auch Curtis selbst erhielt mehrere Auszeichnungen: 2005 den Golden Gate Persistence of Vision Award beim San Francisco International Film Festival, 2006 den Alan-Clarke-Preis bei den BAFTA und 2009 den Inspiration Award beim Sheffield International Documentary Festival.
Curtis betreibt auf der Webseite der BBC den Blog The Medium and the Message.

## Filmographie (Auswahl)
- 1984: Inquiry: The Great British Housing Disaster
- 1988: An Ocean Apart. Episode 1 „Hats Off to Mr. Wilson“. Über den Prozess, wie die USA dazu kamen, in den Ersten Weltkrieg einzugreifen.
- 1989: Inside Story: The Road To Terror. Wie die Iranische Revolution zu Terror wurde, mit Parallelen zur Französischen Revolution.
- 1992: Pandora’s Box. (Dokumentarserie)
- 1995: The Living Dead. (Dokumentarserie)
- 1996: 25 Million Pounds. Studie über Nick Leeson und den Zusammenbruch der Barings Bank.
- 1997: The Way of All Flesh
- 1999: The Mayfair Set
- 2002: The Century of the Self. Beschreibt den Einfluss von Sigmund Freuds Familie und seiner Psychoanalyse auf das 20. Jahrhundert.
- 2004: The Power of Nightmares. Dreiteilige Dokumentation der BBC über die Entstehung des Neokonservatismus und des Islamismus und die Nutzung von Angst und Feindbildern in der Politik.
- 2007: The Trap: What Happened to Our Dream of Freedom (BBC Two). Serie über das moderne Konzept von Freiheit.
- 2011: All Watched Over By Machines of Loving Grace (BBC Two). Der Computer als ein Modell der Welt um uns herum.
- 2015: Bitter Lake (BBC iPlayer)
- 2016: HyperNormalisation (BBC iPlayer)
- 2021: Can’t Get You Out of My Head
- 2022: Russia 1985–1999: TraumaZone
- 2025: Shifty (BBC iPlayer)